# Quartier des Champs-Élysées

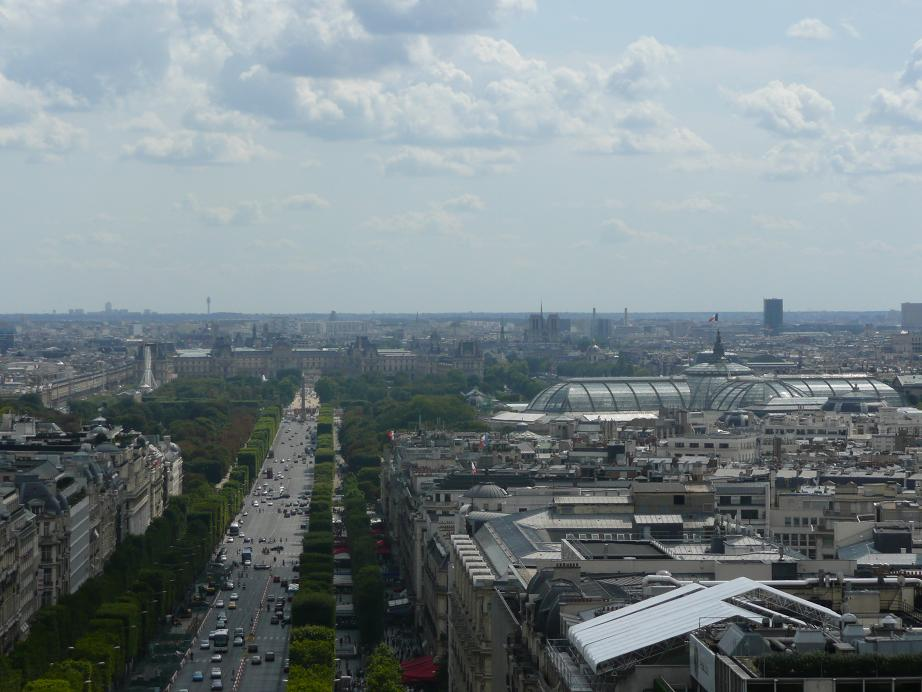
Avenue des Champs-Élysées a vpravo stejnojmenná čtvrť

Quartier des Champs-Élysées (čtvrť Elysejská pole) je 29. administrativní čtvrť v Paříži, která je součástí 8. městského obvodu. Má rozlohu 114,1 ha, ovšem značný díl (48 ha) zabírají veřejná prostranství – široké ulice a rozlehlé náměstí Place de la Concorde. Čtvrť vymezuje na jihu řeka Seina, na západě Avenue Marceau, na severu Avenue des Champs-Élysées a Avenue Gabriel a na východě Place de la Concorde.
Čtvrť byla pojmenována po významné Avenue des Champs-Élysées, která tvoří její severní hranici. V horní části ulice od Vítězného oblouku až ke křižovatce Rond-Point des Champs-Élysées proto patří jižní strana (domy s lichými čísly) do této čtvrti, a stejně tak celá dolní část ulice i s přilehlým parkem až k Place de la Concorde.

## Vývoj počtu obyvatel
| Rok sčítání | Počet obyvatel | Hustota zalidnění (ob./km²) |
| ----------- | -------------- | --------------------------- |
| 1954        | 12 018         | 10 533                      |
| 1962        | 11 065         | 9 698                       |
| 1968        | 10 287         | 9 016                       |
| 1975        | 7 980          | 6 994                       |
| 1982        | 6 396          | 5 606                       |
| 1990        | 5 402          | 4 734                       |
| 1999        | 4 614          | 4 044                       |